# Les Tontons flingueurs
Cet article possède des paronymes, voir Les Tontons tringleurs et Les Tontons farceurs.
Série Max le Menteur
Le cave se rebiffe
(1961)
Pour plus de détails, voir Fiche technique et Distribution.
Les Tontons flingueurs sont un film de gangsters français réalisé par Georges Lautner, sorti en 1963.
Cette adaptation du roman Grisbi or not grisbi (1955) d'Albert Simonin représente le dernier volet de la trilogie consacrée au truand Max le Menteur, précédée par le livre Touchez pas au grisbi ! et Le cave se rebiffe, tous deux également portés à l'écran en 1954 pour Touchez pas au grisbi et en 1961 pour Le cave se rebiffe. Toutefois, les adaptations cinématographiques sont spécifiques et ne respectent ni le traitement policier ni le caractère de continuité des romans. Ainsi, coauteur du scénario, Albert Simonin abandonne le ton sombre et sanglant du roman, au profit d'une veine humoristique, mise en dialogues par Michel Audiard.
Les rôles principaux du film sont tenus par Lino Ventura, Bernard Blier, Jean Lefebvre, Francis Blanche et Claude Rich.
Au fil des décennies, le film est devenu culte, notamment grâce à ses dialogues et ses répliques, entrées dans la culture populaire française, notamment à la suite de ses nombreuses diffusions télévisuelles et de ses multiples sorties vidéo. Ce long-métrage représente la plus célèbre réalisation de Georges Lautner.

## Synopsis

Acteurs principaux
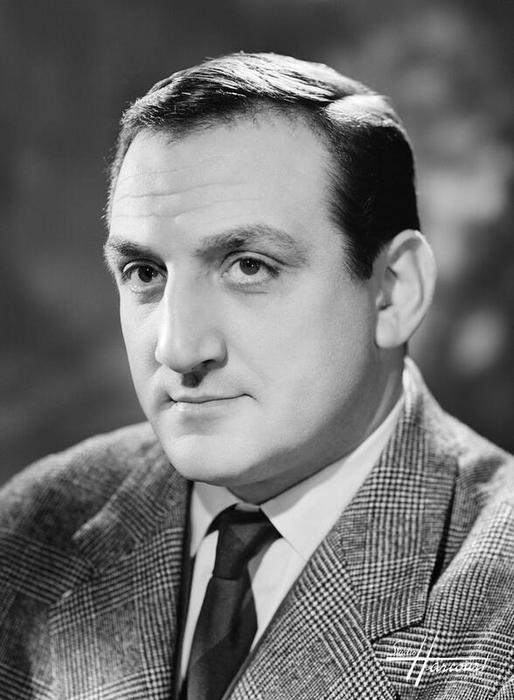
Lino Ventura (Fernand Naudin)
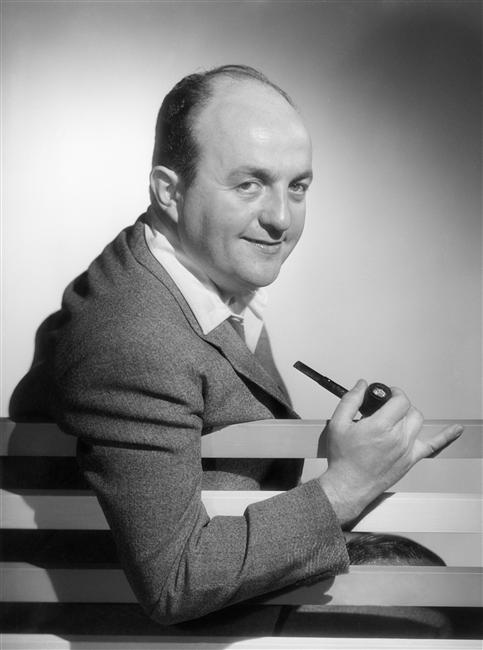
Bernard Blier (Raoul Volfoni)
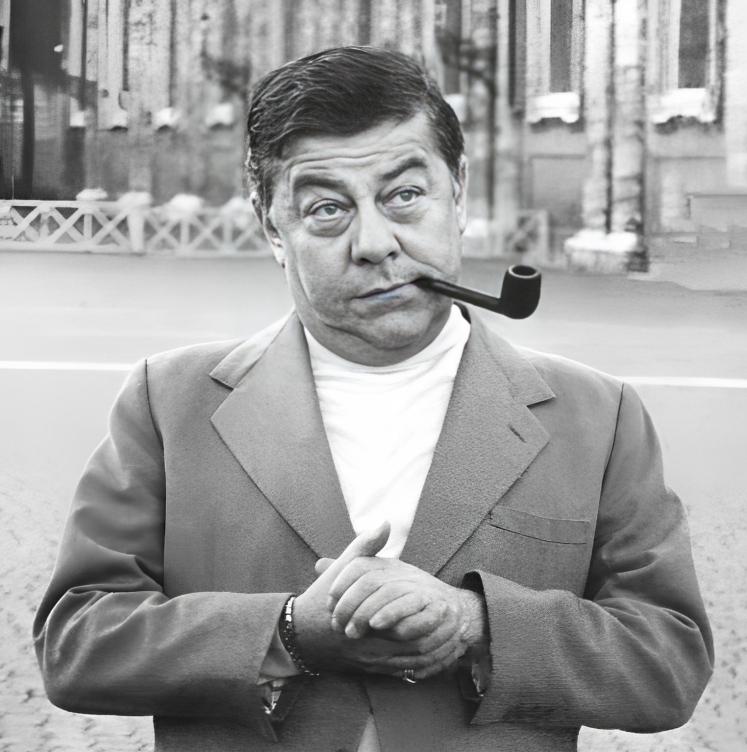
Francis Blanche (Maître Folace)
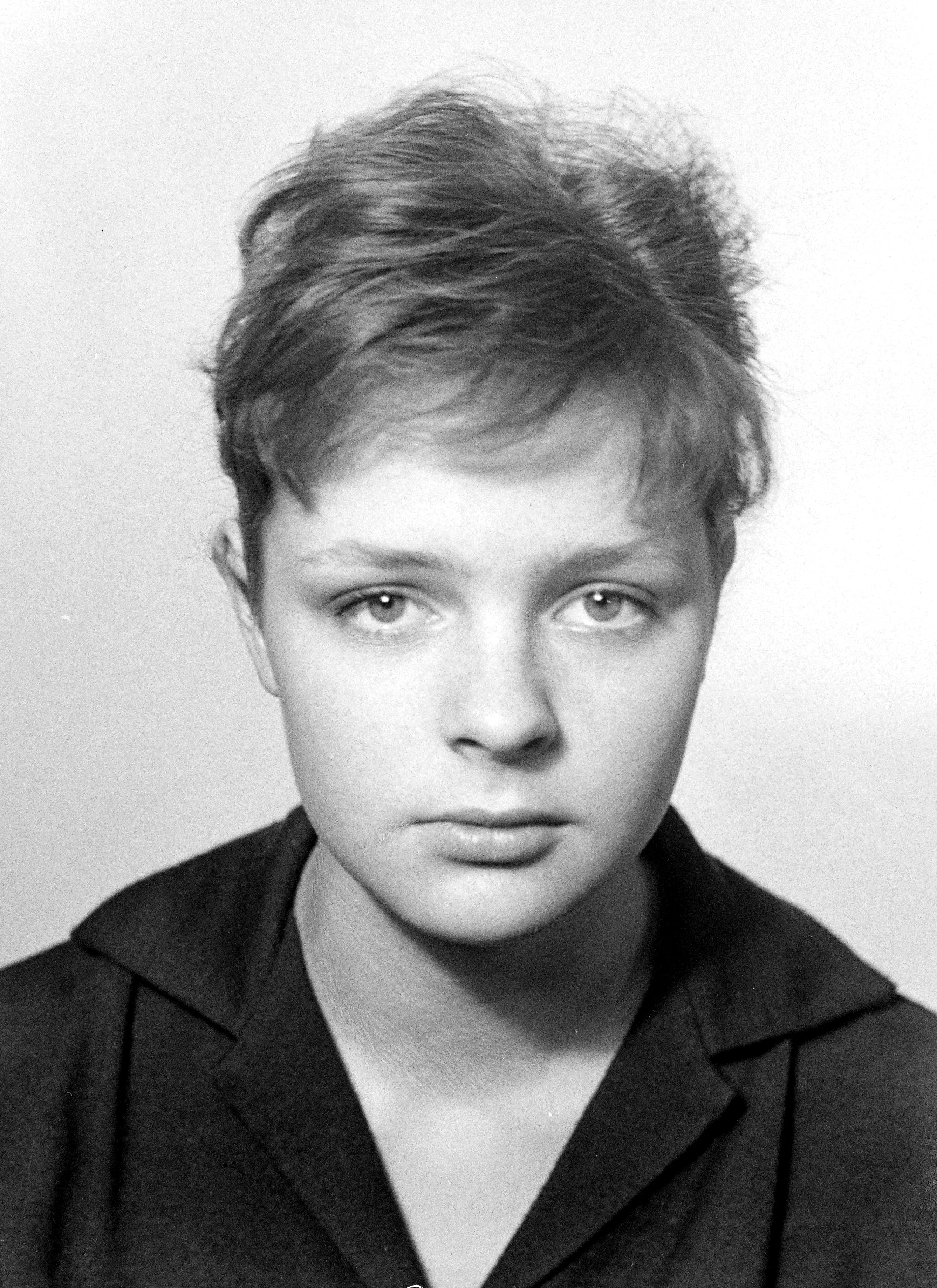
Sabine Sinjen (Patricia)
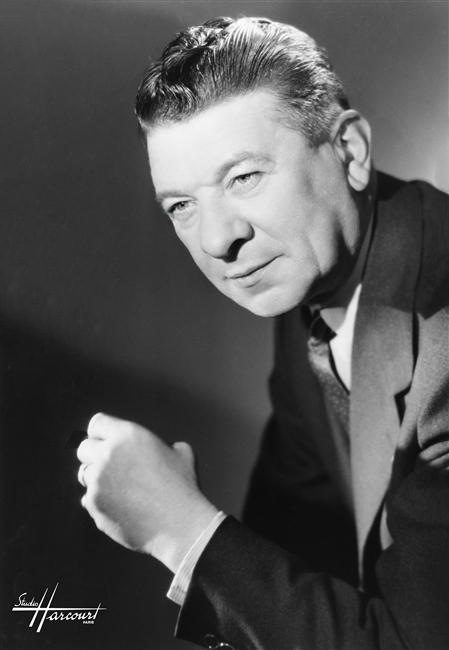
Robert Dalban (Jean)
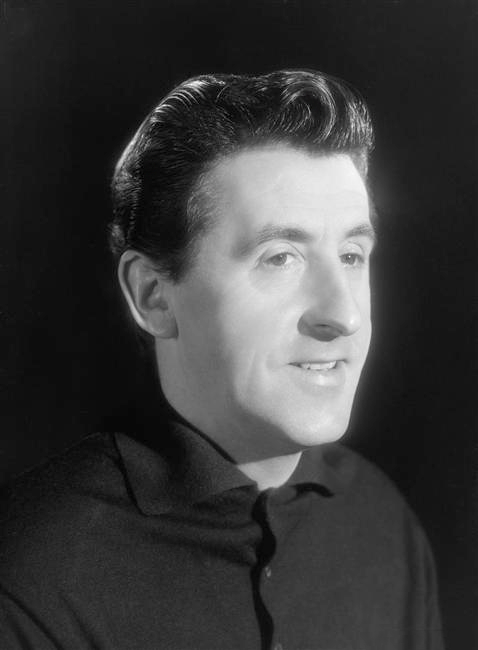
Jean Lefebvre (Paul Volfoni)
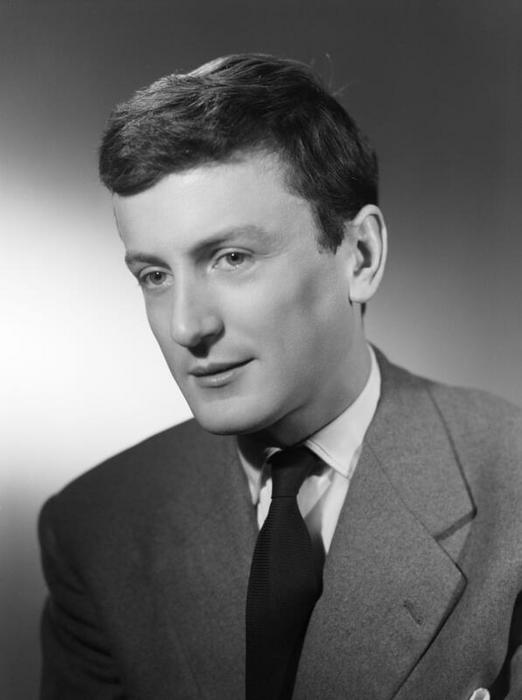
Claude Rich (Antoine Delafoy)
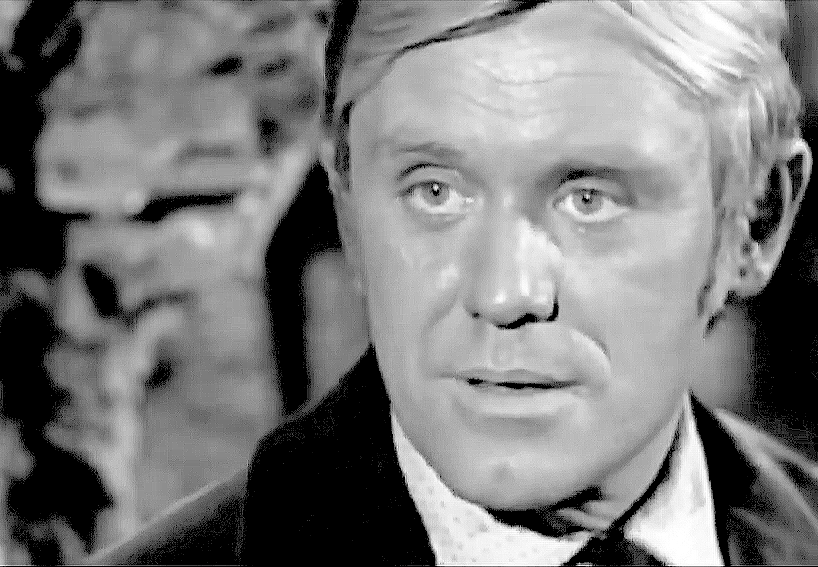
Horst Frank (Theo)
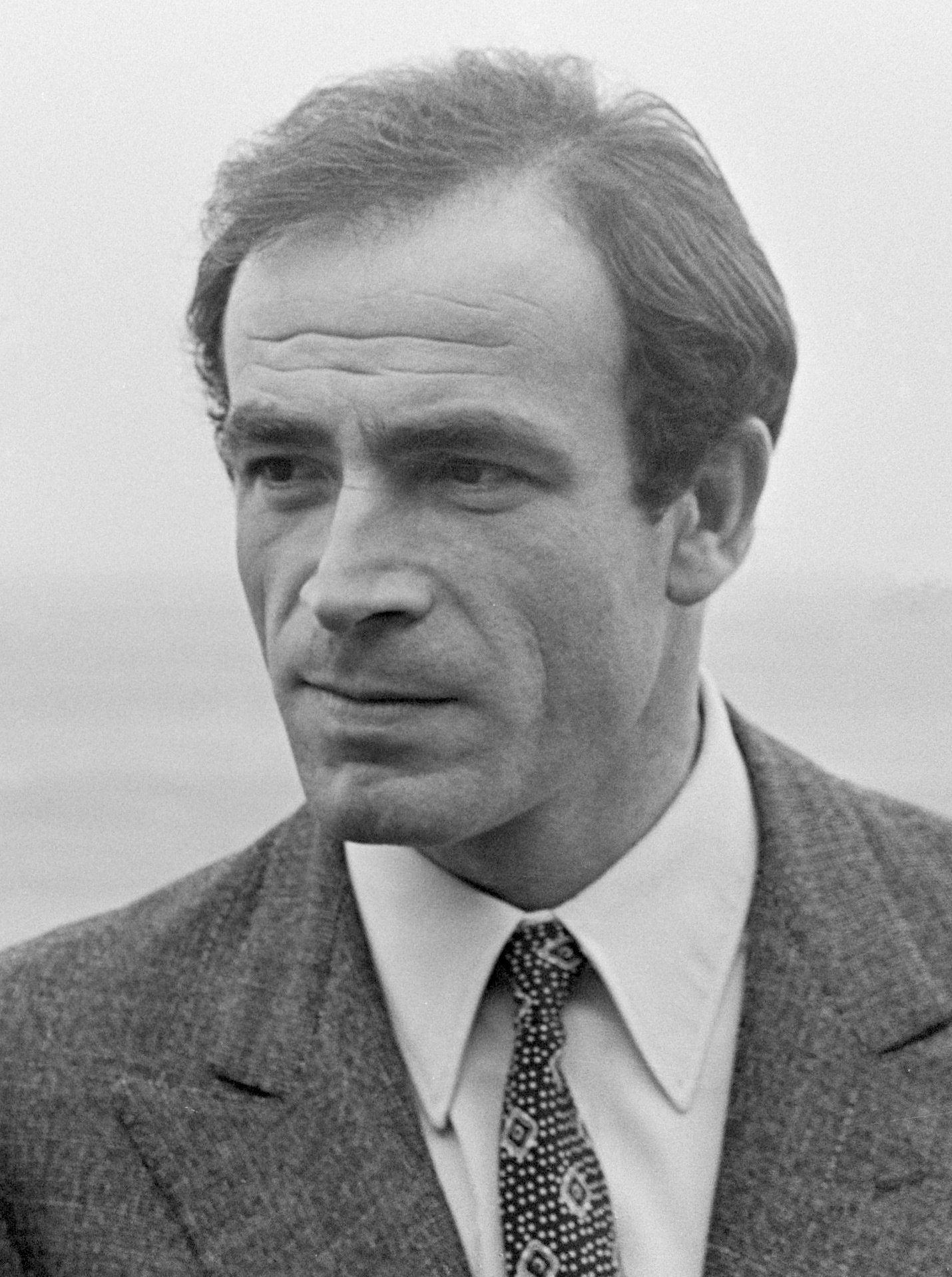
Venantino Venantini (Pascal)
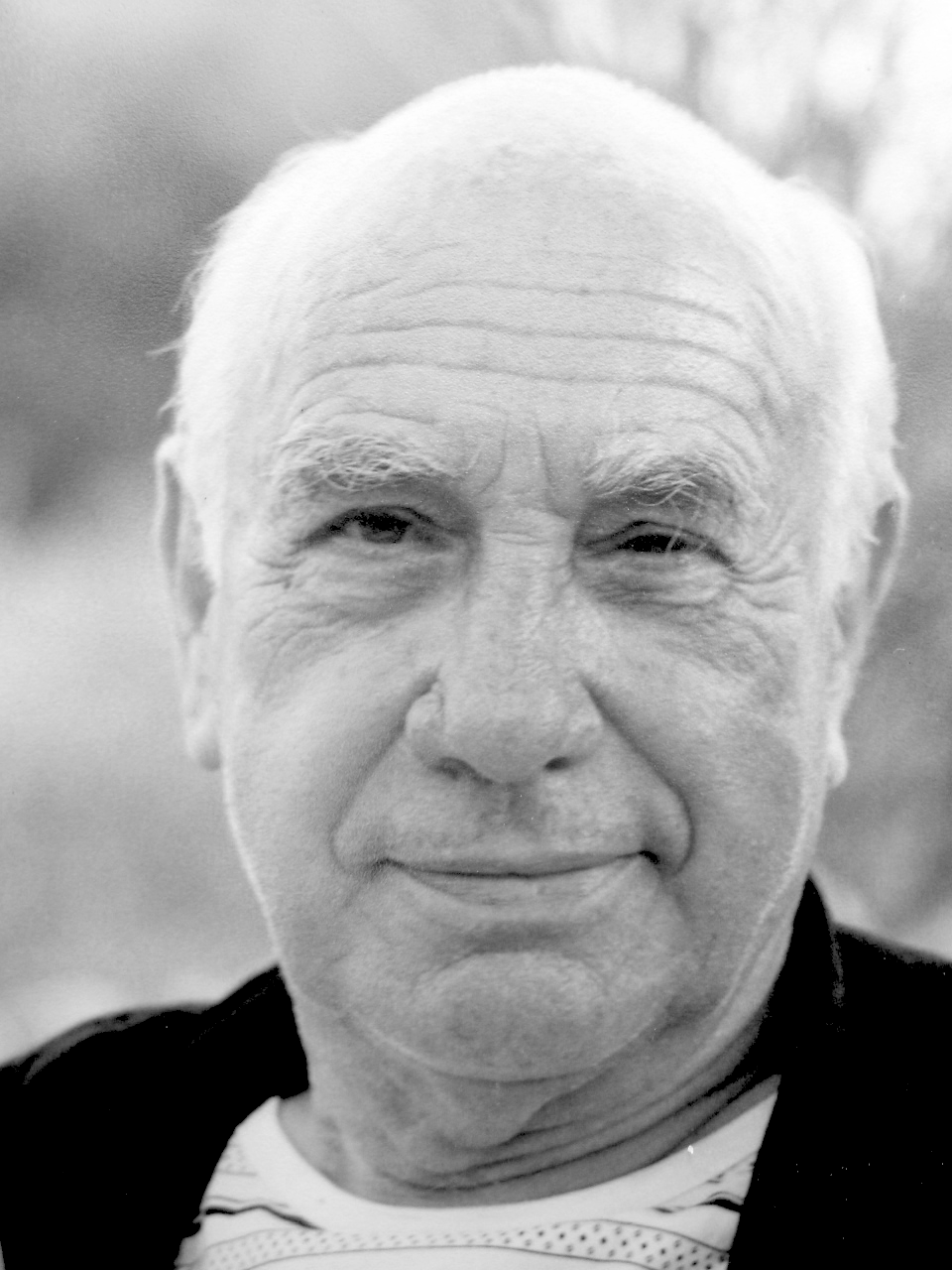
Charles Régnier (« Tomate »)
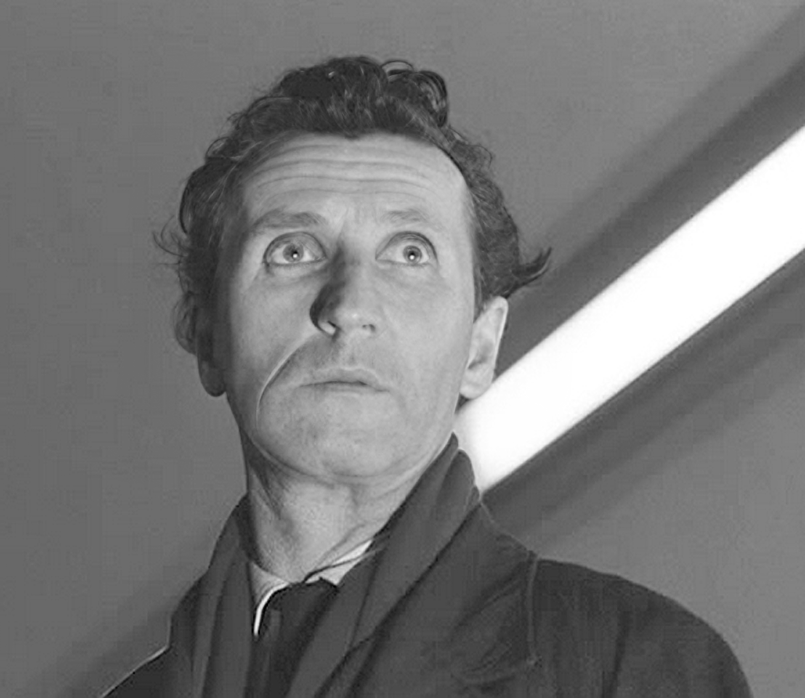
Mac Ronay (Bastien)
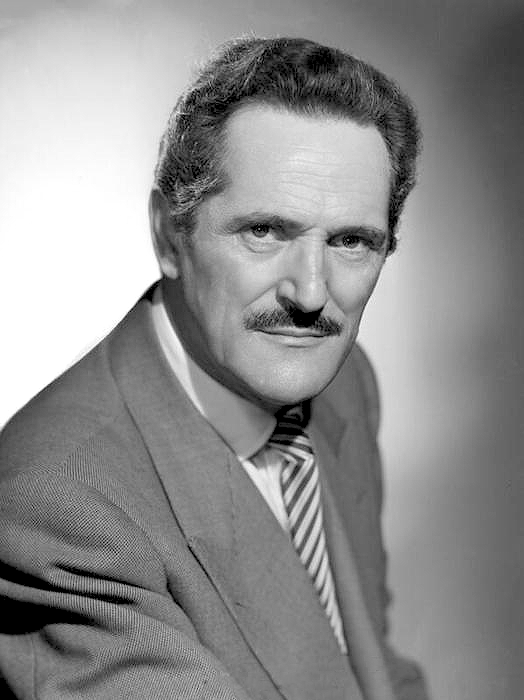
Jacques Dumesnil (Louis « le Mexicain »)
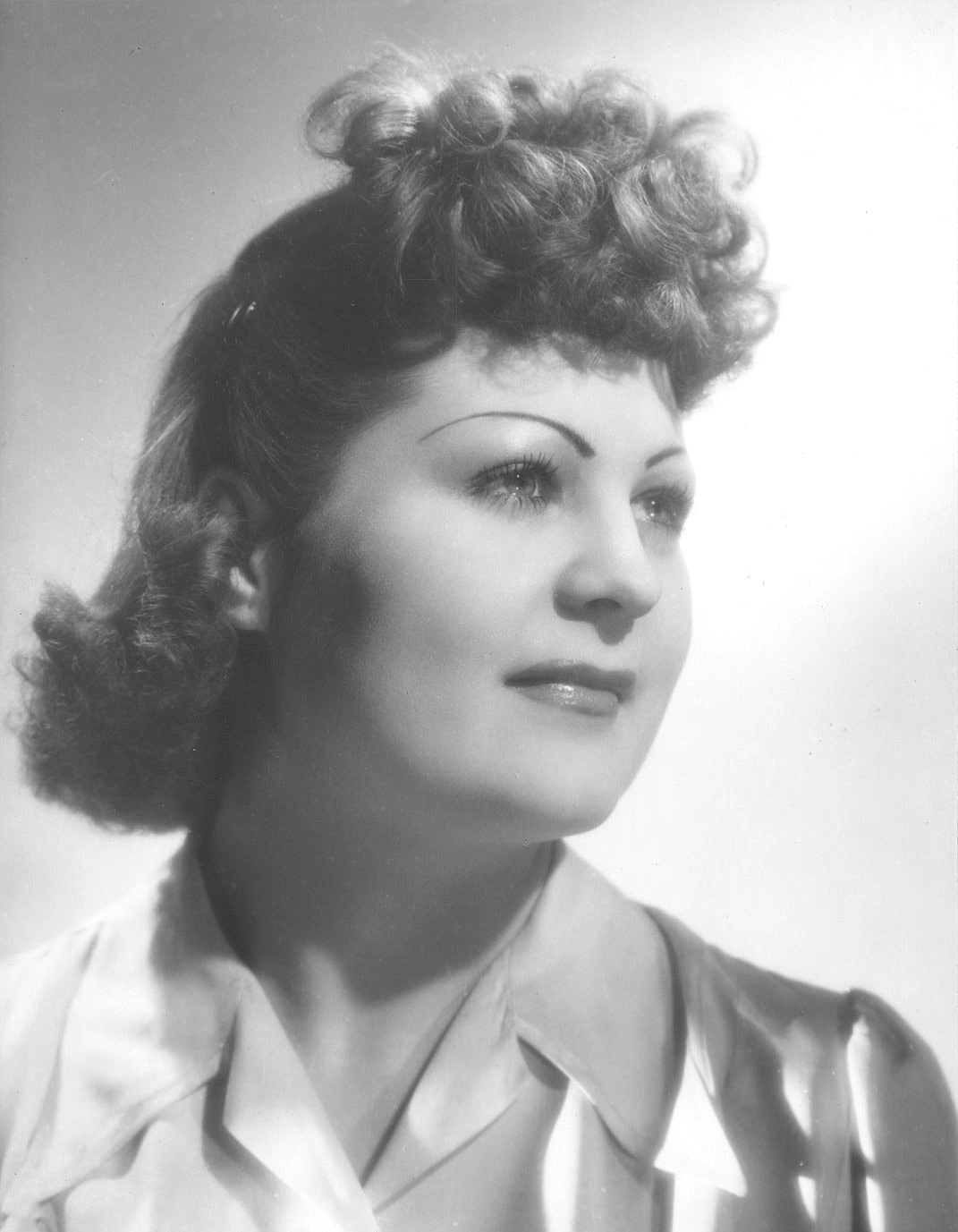
Dominique Davray (Madame Mado)
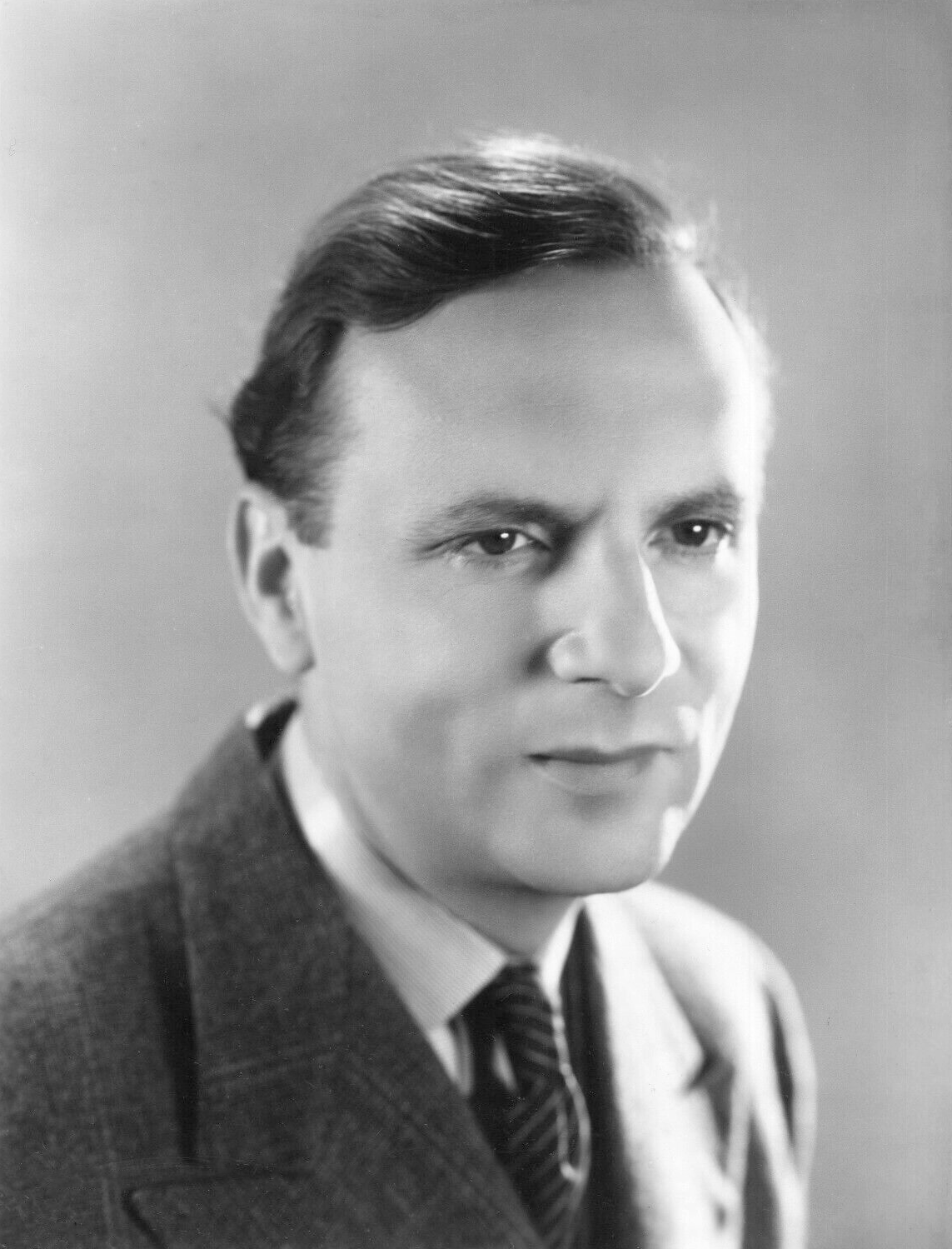
Pierre Bertin (le père d'Antoine)
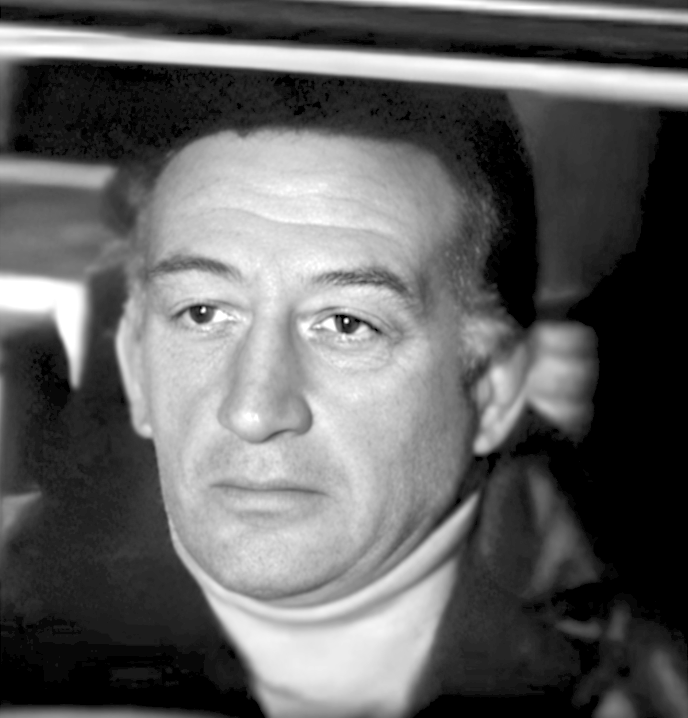
Henri Cogan (Freddy)
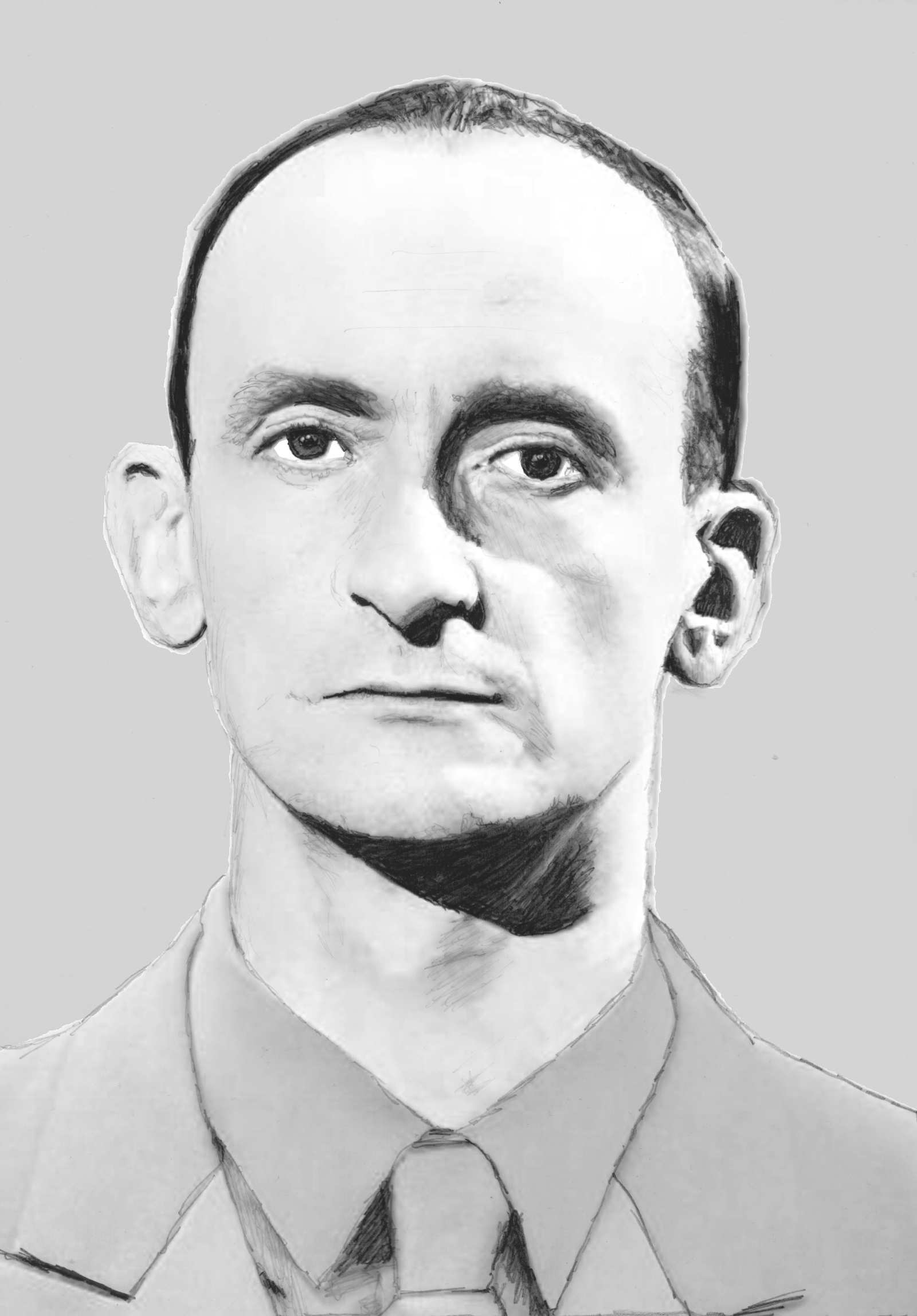
Philippe Castelli (le tailleur)
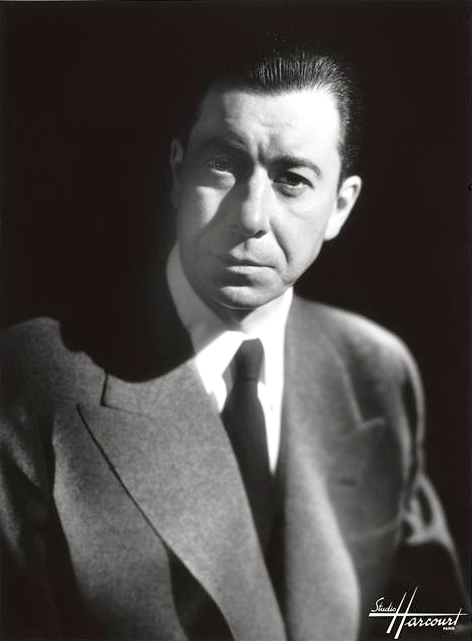
Paul Meurisse (le passant distingué)

Le personnage récurrent de la trilogie littéraire d'Albert Simonin, « Max le Menteur » devient, dans le scénario, Fernand Naudin, un ex-truand, relégué depuis près de quinze ans à Montauban pour de sombres histoires de démélés avec la police de la région parisienne, et reconverti dans le négoce de matériel agricole et de terrassement. Le film s'ouvre sur son départ en pleine nuit pour Paris et donne tout de suite le ton : une parodie des films noirs américains, où l'humour sculpte l'ensemble des dialogues.
Fernand part ce soir-là pour Paris, parce qu'il vient de recevoir un télégramme provenant de son vieil ami Louis, dit « le Mexicain », complice de ses années de voyou, perdu de vue depuis quinze ans. Persuadé d'en avoir pour deux jours tout au plus, Fernand va de surprises en surprises dès son arrivée à Paris. À l'article de la mort, son vieil ami Louis lui confie la garde de sa fille Patricia, ainsi que la direction de ses « affaires qui tournent toutes seules ». Les affaires en question sont notamment un bowling géré par « Henri », une roulette clandestine sous la garde du truand surnommé « Tomate », une salle de jeux clandestine administrée par les frères Volfoni (Paul et Raoul), une distillerie clandestine dirigée par l'Allemand Theo et une maison close supervisée par Mme Mado. 
Mis devant le fait accompli, Fernand Naudin se résout à honorer les dernières volontés de son ami. Or, sa décision d'accepter la succession mécontente fortement les différents présumés « gérants » des affaires du Mexicain, souhaitant obtenir leur indépendance après la mort de leur patron. Avant de s'installer chez le Mexicain, Fernand est appelé à se rendre chez Tomate en compagnie de Pascal, redoutable « première gâchette » du Mexicain, qui se met à son service. Les deux hommes tombent dans un guet-apens qu'ils déjouent grâce au manque d'expérience des assaillants ; ils soupçonnent les Volfoni d'en être les instigateurs (en réalité, le coup a été monté par Théo). Mais Henri, qui avait relayé l'appel de Tomate, a entre-temps été assassiné. Débute alors, pour Fernand Naudin, une impitoyable « guerre de succession » des affaires du Mexicain, avec les frères Volfoni comme principaux adversaires. Fernand — assisté de Me Folace (notaire qui s'occupe des finances du Mexicain), du majordome de la maison, M. Jean (lui-même ancien cambrioleur), et de Pascal — se retrouve contraint de reprendre tout en main, ce à quoi il va se consacrer, dans un style percutant et tout personnel.
Une fois installé chez le Mexicain, Fernand découvre ensuite que sa fille, Patricia, non seulement ne sait rien de la vie réelle qu'a eue son père, mais qu'elle est une élève dissipée, renvoyée au bout de six mois de tous les établissements scolaires qu'elle fréquente. Elle a aussi un petit ami, Antoine, un jeune homme aux airs précieux qui se prend pour un compositeur et que Fernand prend rapidement en grippe.
Fernand est aussi mis au courant par Me Folace que les « gérants » n'ont pas payé leur « redevance » depuis un mois, le Mexicain n'en ayant pas été informé du fait de son caractère prompt à sortir la « sulfateuse ». Apprenant qu'une réunion non officielle est organisée entre les « gérants », Fernand, Pascal et le notaire s'y rendent pour faire le point sur les affaires et mettre les choses « au poing ». Bastien, « première gâchette » des Volfoni et cousin par alliance de Pascal, se joint aussi à Fernand. Quelques jours plus tard, Fernand est appelé par Raoul Volfoni pour venir aider Théo à transporter une cargaison d'alcool. Mais c'est un autre piège monté par l'Allemand, duquel Fernand parvient à se tirer : soupçonnant à nouveau et à tort Raoul Volfoni, Fernand administre à ce dernier un « bourre-pif » et récupère tout l'argent de leur trésorerie pour payer la destruction du camion et de sa cargaison.

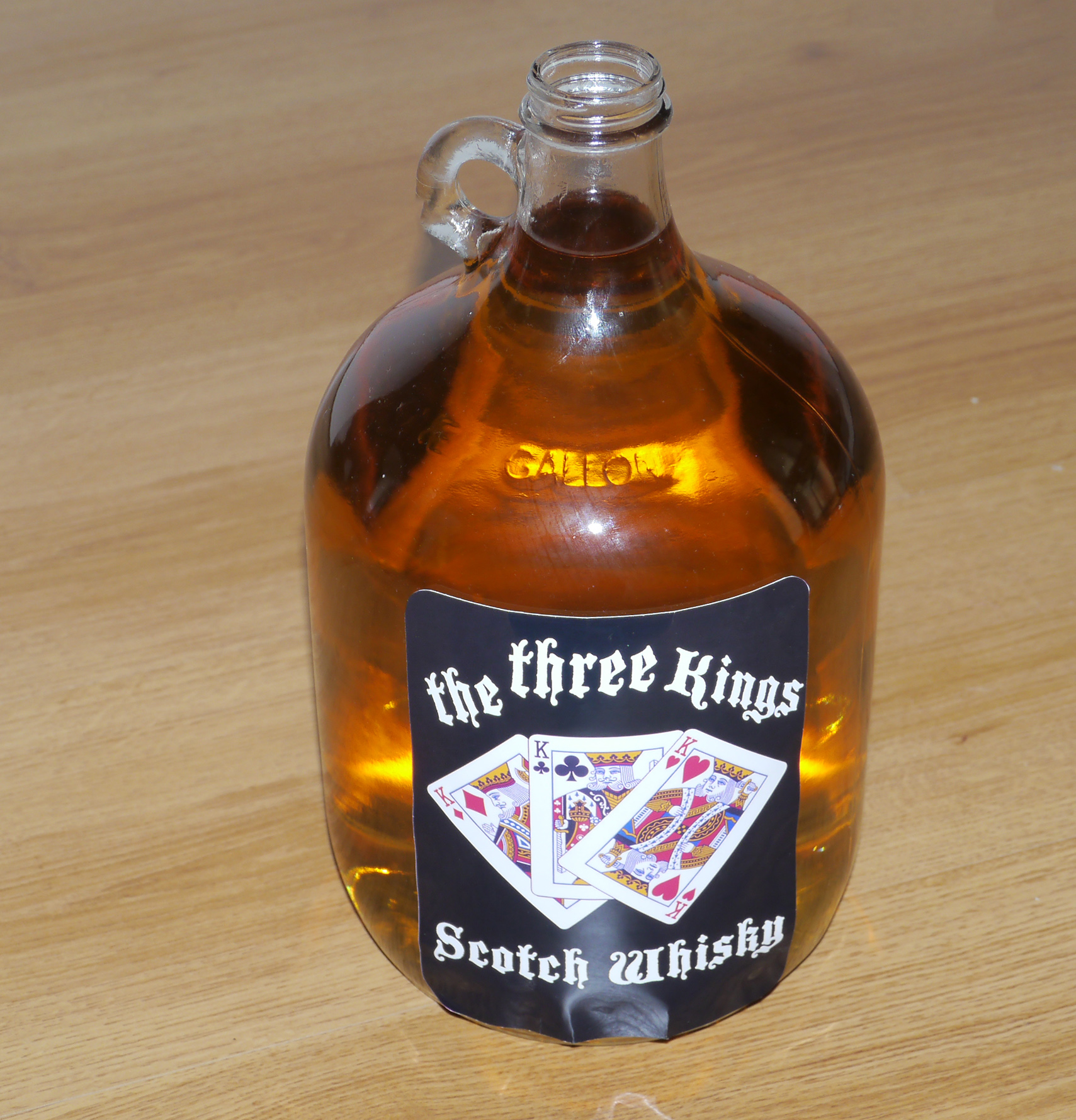
Reconstitution de la fameuse bouteille d'alcool clandestin, bue lors de la scène de beuverie dans la cuisine de la maison du Mexicain.

Plus tard dans la soirée, les frères Volfoni comptent régler leurs comptes avec Fernand en allant dans la maison du Mexicain où se tient une grande fête, organisée par Patricia. Les maîtres des lieux « apaisent » rapidement les tensions dans cette « guerre des truands », donnant lieu à une scène fameuse où Fernand, Folace, Jean, Raoul et Paul, réunis autour d'un verre dans la cuisine, beurrent les toasts en dégustant un alcool frelaté, tout en échangeant des remarques truculentes à son sujet. Ivres, les protagonistes mettent fin à la soirée en chassant tous les invités, dont Antoine et, involontairement, Paul Volfoni, sous le regard hilare de Raoul, Folace et Fernand, et celui horrifié de Patricia.
Le lendemain, apprenant que Patricia n'est pas allée en cours et a quitté la maison, Fernand part la retrouver chez Antoine. Là-bas, il prend le temps de mieux la connaître et devient intéressé par le projet de mariage entre les deux jeunes gens, lorsqu'il apprend que le père d'Antoine est vice-président du Fonds monétaire international (c'est surtout le mot « monétaire » qui retient son attention).
Alors que la guerre des truands semble interrompue, Fernand reçoit un colis piégé pour son anniversaire de la part des « Volfoni frères » (en réalité envoyé par Théo). Ceci conduit à ce que Raoul reçoive une nouvelle visite « bourre-pif » de Fernand. Agressé et en colère, Raoul décide de se venger en piégeant sa voiture. Mais la nuit suivante, Fernand le prend sur le fait et l'expédie à l'hôpital, à la suite d'une sévère correction.
Pascal et Bastien expliquent à Fernand que les Volfoni ne sont pour rien dans cette « guerre de succession ». Les soupçons se portent désormais (et à juste titre) sur l'Allemand et sa bande : les « premières gâchettes » en obtiennent confirmation auprès de Tomate, complice de Théo, avant de le tuer. Comprenant que Fernand l'a démasqué, Théo organise avec ses complices un assaut chez le Mexicain. Cela donne lieu à un autre moment fort où les gangsters, échangeant des coups de feu avec des pistolets munis de silencieux, produisent une sorte de symphonie improvisée, composée de « bruits de bouchon », alors que Fernand est en train d'accueillir le père d'Antoine venu lui demander la main de Patricia : tous deux évitent de peu la fusillade. Mise en déroute, la bande de Théo part se « soulager » sur les frères Volfoni qui sont ainsi conduits à retrouver le chemin de l'hôpital.
Le jour du mariage arrive. Avant de se rendre à l'église, Fernand et ses « premières gâchettes » se chargent de neutraliser la bande de l'Allemand. Mais ce dernier parvient à s'enfuir et Fernand n'a plus le temps de le poursuivre car il doit assister au mariage. Alors que la cérémonie a commencé, Théo arrive à l'église, mais Pascal et Bastien l'éliminent en faisant exploser sa voiture.

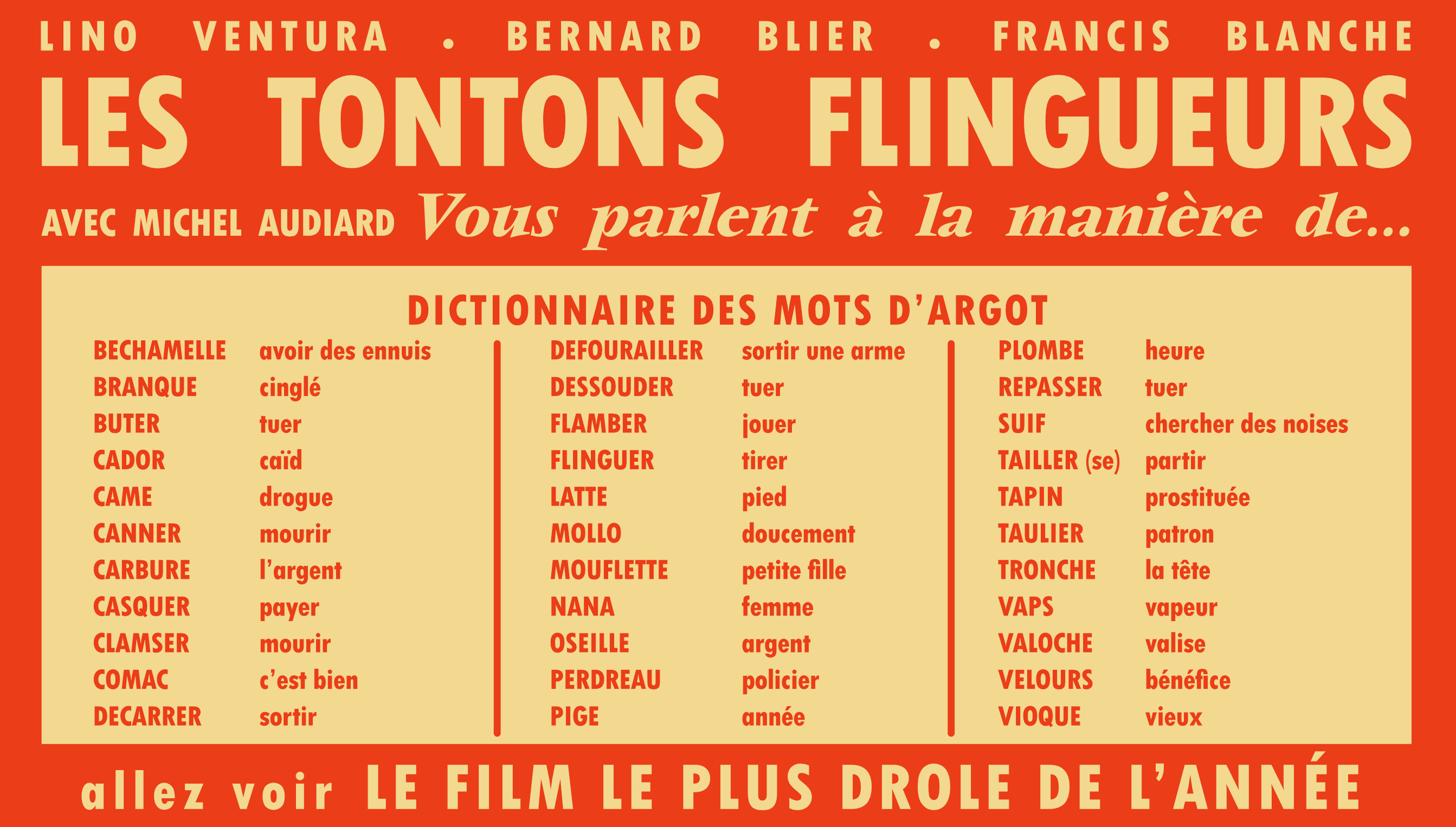
Affiche secondaire listant les mots d'argot du film et leur signification.

## Fiche technique
- Titre original : Les Tontons flingueurs
- Titre allemand : Mein Onkel, der Gangster
- Titre italien : In famiglia si spara
- Réalisation : Georges Lautner
- Assistants-réalisateurs : Albert Kantoff et Claude Vital
- Scénario : Albert Simonin et Georges Lautner[d], d'après le roman Grisbi or not grisbi, d'Albert Simonin
- Dialogues : Michel Audiard et Georges Lautner
- Production : Robert Sussfeld et Irenée Leriche
- Producteur exécutif : Alain Poiré
- Photographie : Maurice Fellous
  - Opérateurs : Georges Pastier et Yves Rodallec
- Son : Antoine Archimbaud
  - Preneur de son : Daniel Brisseau
- Montage : Michelle David
- Direction artistique : Jean Mandaroux assisté de Jacques d'Ovidio
- Accessoiriste : Jacques Martin
- Photographie de plateau : Jean-Louis Castelli
- Musique : Michel Magne[e]
- Orchestrations et arrangements musicaux : Bernard Gérard
- Pays :  France,  Allemagne de l'Ouest,  Italie
- Langue : français, allemand, anglais
- Sociétés de production : Société nouvelle des établissements Gaumont (France), Corona Filmproduktion GmbH (Allemagne), Ultra Film et Sicilia Cinematografica (Italie)[f],[1]
- Sociétés de distribution : Gaumont Distribution  France
- Format : noir et blanc - 35 mm - 1,66:1 - son monophonique
- Genre : comédie et film de gangsters
- Durée : 105 minutes
- Dates de sortie[2] :
  -  Allemagne de l'Ouest : 4 octobre 1963
  -  France : 27 novembre 1963, 10 septembre 2009 (date de reprise, version restaurée)
- (fr) Classification CNC : tous publics, cinéma d'art et d'essai (Visa d'exploitation no 27 393 délivré le 6 septembre 1963)[1]
- Affiches : Jouineau Bourduge, Jean-Étienne Siry (France)

## Distribution
- Lino Ventura : Fernand Naudin
- Bernard Blier : Raoul Volfoni, « gérant » de la salle de jeux
- Francis Blanche : Me Folace, le notaire du Mexicain
- Sabine Sinjen (doublage en français par Valérie Lagrange mais incertain[3],[4]) : Patricia, la fille du Mexicain
- Claude Rich : Antoine Delafoy, le petit ami de Patricia
- Robert Dalban : Jean, le majordome
- Jean Lefebvre : Paul Volfoni, le frère de Raoul
- Horst Frank : Theo, « gérant » de la distillerie
- Venantino Venantini (VF : Charles Millot[4]) : Pascal, l’homme de main du Mexicain
- Mac Ronay (VF : André Weber[4]) : Bastien, le cousin germain de Pascal
- Charles Régnier (VF : Michel Duplaix[4]) : Tomate, « gérant » de la roulette clandestine
- Pierre Bertin : Adolphe Amédée Delafoy, le père d'Antoine, du Fonds monétaire international
- Jacques Dumesnil : Louis, dit « le Mexicain »
- Paul Mercey : Henri, « gérant » du bowling
- Dominique Davray : Mme Mado, « gérante » de la maison close
- Henri Cogan : Freddy
- Georges Nojaroff : Vincent
- Yves Arcanel : le contremaître du dépôt de Montauban
- Charles Lavialle : le chauffeur de taxi
- Philippe Castelli : le tailleur
- Anne Marescot : l'amie de Patricia qui se fait rabrouer par Me Folace

Acteurs non crédités :
- Marcel Bernier : Léon
- Jean-Pierre Moutier : le jeune homme invité en retard
- Jean Luisi : le tueur au pistolet-mitrailleur
- Jean-Louis Castelli : le photographe du mariage (caméo : il est le photographe de plateau)
- Béatrice Delfe : une invitée de Patricia
- Jean-Michel Derot : un invité de Patricia
- Françoise Borio : une invitée de Patricia
- Paul Meurisse : le commandant Théobald Dromard dit « le Monocle », le passant distingué

### Scénario
À l'origine de l'écriture, la scène de la cuisine a bien failli ne jamais exister : Michel Audiard la trouve inutile. Le réalisateur Georges Lautner la rétablit en hommage à Key Largo, film noir dans lequel on voit des gangsters accoudés à un bar évoquer avec nostalgie le temps révolu de la prohibition.
Pour le titre, Michel Audiard aurait préféré Le Terminus des prétentieux, expression que l'on retrouve dans une réplique de Raoul Volfoni : « Il entendra chanter les anges, le gugusse de Montauban. Je vais le renvoyer tout droit à la maison mère, au terminus des prétentieux ! ». Toutefois, ses partenaires le jugent trop pompeux. Le titre Le Terminus des prétentieux apparaît en manière de clin d’œil sur un fronton de cinéma dans un film ultérieur de Lautner, Flic ou Voyou.
L'origine de la fameuse réplique « Les cons ça ose tout, c'est même à cela qu'on les reconnaît » (exemple d'effet Dunning-Kruger) provient de l'œuvre de saint Thomas d'Aquin : « Omnes stulti, et deliberationes non utentes, omnia tentant » (tous les idiots, et ceux qui ne réfléchissent pas, tentent tout). Audiard, qui a lu sa Somme théologique, aurait repris et arrangé cette phrase.
Outre le sel des répliques d'Audiard, l'un des ressorts comiques du film provient des astuces utilisées pour dissimuler la véritable situation à Patricia et à son ami Antoine (Claude Rich), auteur de musique concrète, ainsi qu'au père de ce dernier, vice-président du FMI. Combiner, au cinéma, sous forme de rupture de style, le comique truculent de la langue verte (l'argot) avec l'ambiance d'un roman noir, à l'instar de celui d'Albert Simonin, relève de l'impossible. Ainsi, pour transformer Grisbi or not Grisbi en comédie hilarante, de grandes libertés sont prises avec l'œuvre originale ; notamment par Simonin lui-même, puisqu'il collabore à l'adaptation cinématographique. Si la trame principale de ce troisième volet des aventures de Max le Menteur est conservée — la succession du Mexicain, la lutte avec les Volfoni —, les personnages de Me Folace ou de la jeune Patricia et de son fiancé Antoine n'appartiennent qu'au film. Sur ce même principe, l'affrontement entre Max (Fernand Naudin) et les Volfoni, sanglant dans le roman de Simonin, est traité sous l'angle comique dans le film de Lautner. En revanche, l'esprit du style rédactionnel, c'est-à-dire un ouvrage entièrement rédigé en argot, se retrouve dans les dialogues concoctés par Michel Audiard. Parmi les adaptations de la trilogie simonienne, Touchez pas au grisbi conserve le ton du film noir, tandis que Le cave se rebiffe est réalisé dans la même veine que Les Tontons flingueurs.

### Auditions
- La Gaumont ne croit pas au succès du film, lequel n'est défendu que par Alain Poiré. Pour limiter les risques financiers, la production s’associe avec d’autres sociétés. On retrouve ainsi, dans la distribution, des acteurs allemands (Sabine Sinjen, Horst Frank) et un Italien (Venantino Venantini)[8].
- Dans un premier temps, Jean Gabin est pressenti pour tenir le rôle de Fernand Naudin. L'acteur pose toutefois certaines exigences ; il souhaite imposer son équipe de techniciens, laquelle n'est pas retenue, au grand soulagement de Michel Audiard avec lequel il est momentanément fâché depuis Mélodie en sous-sol, sorti quelques mois auparavant[4].
- Un second choix se porte sur Paul Meurisse mais celui-ci décline le rôle pour raisons de santé. Il apparaît toutefois quelques secondes dans la scène finale, auto-citation de la série de films Le Monocle.
- Initialement, Lino Ventura ne se voit pas tenir ce rôle, du fait de l'aspect comique des personnages, convaincu qu'il ne serait pas crédible dans ce genre de composition[4].

### Tournage et post-production

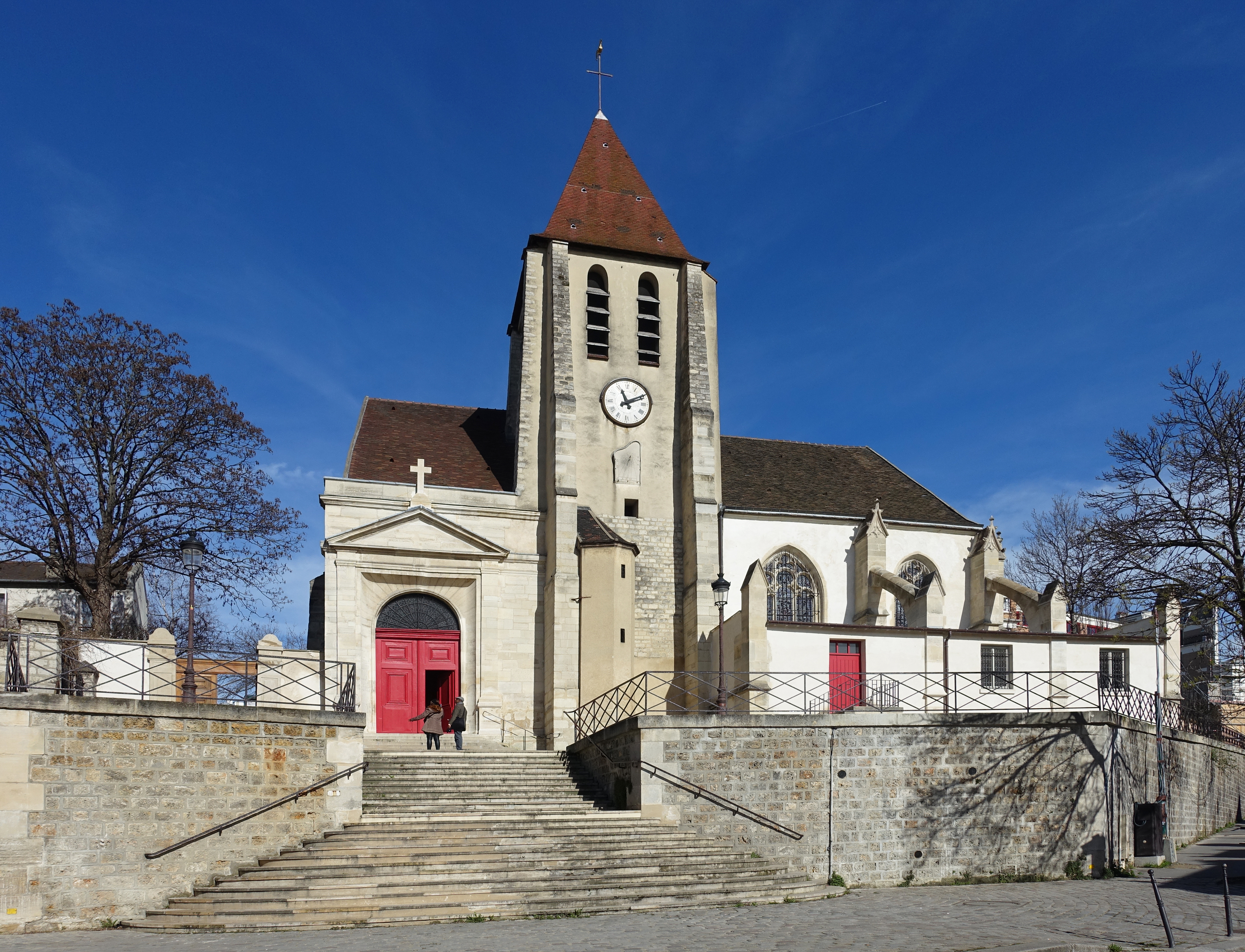
L'église Saint-Germain de Charonne à Paris, décor de la fin du film.

Patricia, ayant fugué de chez son oncle, se rend en taxi au domicile de son ami Antoine, villa Seurat ; on y voit la maison du sculpteur Robert Couturier.
Les dernières scènes du film (mariage-explosion) sont tournées devant et dans l'église Saint-Germain de Charonne — dans la scène des tontons agenouillés, on distingue, au fond, la partie gauche du tableau de Joseph-Benoît Suvée : La Rencontre de saint Germain et sainte Geneviève — et autour de l'église, place Saint-Blaise, dans le 20e arrondissement de Paris.
Le bowling de la Matène, à Fontenay-sous-Bois, (Val-de-Marne), va également servir de décor aux films Monsieur Hire (1989) et Jean-Philippe (2006).
Le 29 avril 1963, aujourd'hui disparue, la maison louée par la Gaumont à Rueil-Malmaison est le lieu le tournage de la célèbre « scène de la beuverie » dans la cuisine, qui se prolonge jusque très tard dans la nuit.
Le décor de la clinique Dugoineau est utilisé lorsque les frères Volfoni en sortent et que Théo les attend avec un pistolet-mitrailleur . L'entrée du bâtiment est filmée au 11, avenue du Château-de-Malmaison, toujours à Rueil. Cet endroit accueille aujourd'hui des services municipaux.
De nombreuses scènes sont tournées dans le parc et à l'intérieur du château de Vigny (Val-d'Oise).
Lors de la scène de la distillerie, vers la fin du film, Lino Ventura simule une bagarre avec l'acteur et cascadeur Henri Cogan, mais frappe réellement ce dernier. « Sans faire exprès, il m'a touché le menton ! On ne le voit pas à l'écran mais j'ai dit : « Oh ! Elle est arrivée, la belle bleue ! », et Lino m'a répondu en souriant : « C'est pour ma jambe ! » Ensuite, je suis passé à travers le mur... », dit Cogan, car les deux hommes se connaissent bien ; en effet en 1950, alors catcheurs, ils se sont affrontés lors d'un match au cours duquel Cogan a involontairement cassé la jambe de Ventura, lequel a alors dû mettre un terme à sa carrière de catcheur.
La postproduction et particulièrement le montage du film relèvent de procédés rythmiques choisis par le réalisateur pour réduire la durée du film parmi lesquels, avec la monteuse Michelle David, il choisit de couper les plans de certaines fins de séquence, en utilisant principalement les élipses, ce qui produit un tempo plus vif, accentuant notamment l'action et les effets comiques.
La prononciation et l'accent de l'actrice allemande Sabine Sinjen amènent Georges Lautner à faire doubler sa voix par une actrice française; non créditée au générique, Valérie Lagrange est citée par certains médias pour cette post-synchonisation mais le réalisateur lui-même, déclare ne pas s'en souvenir.

#### Autres lieux de tournage
- Les studios Éclair à Épinay[10].
- La briqueterie de Feucherolles[15].

### Musique
Georges Lautner n'exploite qu’un seul thème musical, composé par Michel Magne et interprété dans une douzaine de styles musicaux différents — baroque, rock, valse, entre autres —, y compris le fameux piano-banjo à chaque « bourre-pif » de Fernand. Ce thème est restreint aux quatre notes du bourdon de Notre-Dame. La sonate présentée dans le film comme étant de Corelli est bien l'œuvre de Michel Magne, lequel s'en est toujours amusé,.
Lautner précise sur le sujet : « Prendre un seul thème et le décliner en baroque, twist. Le travail de Magne sur Les Tontons flingueurs, c'est un gros gag. Mais comme le film fonctionne au second degré, sa musique ne dépareille pas. Quand Blier se prend un bourre-pif, l’effet de répétition du thème — piano et banjo — accentue formidablement le comique, à la façon d’un gimmick de dessin animé. »
Le disque, publié chez Hortensia/Transatlantiques, propose les treize variations du thème musical et représente en lui-même un exercice de style musical et d'arrangements : folk, blues, rock, rhythm and blues, jazz, swing, slow, yéyé, musique concrète, lyrique...
Bernard Gérard orchestre et arrange cette partition, bien qu'il ne soit pas crédité au générique.

## Accueil
Lors de sa sortie en salles, le film est un succès commercial, attirant 3 300 000 spectateurs. La tendance en vogue à l'époque étant plutôt à la Nouvelle Vague, il est, en revanche, éreinté par la critique, notamment par Henry Chapier : « Vous pavoisez haut… mais vous visez bas. »
La réputation et la popularité du film croissent au fil des années. Plusieurs des répliques passent dans la mémoire collective. Depuis sa sortie, il est diffusé plusieurs dizaines de fois à la télévision et à partir de 2002, se vend à 250 000 exemplaires lors de sa sortie numériquement restaurée en DVD, ce qui permet de le qualifier de film culte.
Sur le statut acquis par le film dans la culture française, Georges Lautner note, en 2009 : « Pourquoi ce film et pas un autre ? Quand nous avons tourné, nous avions tous envie de rigoler. Finalement, c'est peut-être ça, l'explication : La déconnante vieillit mieux que le tragique ».

### Box-office
Sorti en France le 27 novembre 1963, Les Tontons Flingueurs prend la deuxième place du box-office la semaine de sa sortie avec 108 829 entrées sur les 15 salles le diffusant. A Paris, où il est diffusé dans 4 salles dont La Scala, le film prend directement la première place avec plus de 47 000 entrées. Avec un bon bouche-à-oreille favorable et malgré l'arrivée en salles de La Cuisine au beurre, L'Homme de Rio et Cent Mille Dollars au soleil, il parvient à se maintenir sur la durée et à rester de nombreuses semaines dans le top 30 hebdomadaire jusqu'en mai 1964 sur l'ensemble du territoire français et dans le top 10 à Paris. Le film passe le cap du million d'entrées à la fin janvier 1964 et les deux millions en mai de la même année.
Entre sa sortie en novembre 1963 et le 31 décembre 1963, le film enregistre plus de 717 000 entrées, ce qui le place 73e au box-office annuel. Entre le 1er janvier au 29 décembre 1964, il totalise 1 913 373 entrées supplémentaires, permettant de cumuler 2 630 544 entrées depuis le début de son exploitation et d'atteindre le top 10 des entrées annuelles en 1964. En 1965, le long-métrage affiche un résultat de 357 607 entrées, lui permettant de cumuler 2 988 151 entrées depuis sa sortie.
Les Tontons Flingueurs totalise 3 353 789 entrées durant toute son exploitation et les ressorties en salles en France et plus de 1 000 000 entrées sur Paris et sa banlieue.
En Italie, le long-métrage rapporte 67 millions de lires fin juin 1965.
| Semaine | Semaine                           | Rang | Entrées | Cumul     | Salles | no 1 du box-office hebdo.    |
| ------- | --------------------------------- | ---- | ------- | --------- | ------ | ---------------------------- |
| 1       | du 27 novembre au 3 décembre 1963 | 2    | 108 829 | 183 357   | 15     | La Grande Évasion            |
| 2       | du 4 au 10 décembre 1963          | 2    | 137 076 | 320 433   | 28     | La Grande Évasion            |
| 3       | du 11 au 17 décembre 1963         | 1    | 134 586 | 455 019   | 27     | Les Tontons Flingueurs       |
| 4       | du 18 au 24 décembre 1963         | 2    | 117 568 | 572 587   | 29     | Bébert et l'Omnibus          |
| 5       | du 25 au 31 décembre 1963         | 6    | 144 584 | 717 171   | 46     | La Cuisine au beurre         |
| 6       | du 1er au 7 janvier 1964          | 5    | 127 203 | 844 374   | 37     | La Cuisine au beurre         |
| 7       | du 8 au 14 janvier 1964           | 4    | 87 397  | 931 771   | 21     | La Cuisine au beurre         |
| 8       | du 15 au 21 janvier 1964          | 12   | 60 753  | 992 524   | 17     | La Cuisine au beurre         |
| 9       | du 22 au 28 janvier 1964          | 9    | 78 666  | 1 071 190 | 30     | La Grande Évasion            |
| 10      | du 29 janvier au 4 février 1964   | 12   | 55 136  | 1 126 326 | 22     | La Grande Évasion            |
| 11      | du 5 au 11 février 1964           | 12   | 70 976  | 1 197 302 | 26     | Bébert et l'omnibus          |
| 12      | du 12 au 18 février 1964          | 13   | 66 777  | 1 264 079 | 24     | La Cuisine au beurre         |
| 13      | du 19 au 25 février 1964          | 14   | 57 731  | 1 321 810 | 27     | La Cuisine au beurre         |
| 14      | du 26 février au 3 mars 1964      | 19   | 46 906  | 1 368 716 | 22     | La Cuisine au beurre         |
| 15      | du 4 au 10 mars 1964              | 8    | 71 245  | 1 439 961 | 30     | La Grande Évasion            |
| 16      | du 11 au 17 mars 1964             | 7    | 80 978  | 1 520 939 | 38     | Les 55 Jours de Pékin        |
| 17      | du 18 au 24 mars 1964             | 12   | 60 907  | 1 581 846 | 33     | L'Homme de Rio               |
| 18      | du 25 au 31 mars 1964             | 20   | 52 258  | 1 634 104 | 45     | L'Homme de Rio               |
| 19      | du 1er au 7 avril 1964            | 15   | 64 203  | 1 698 307 | 35     | L'Homme de Rio               |
| 20      | du 8 au 14 avril 1964             | 25   | 35 921  | 1 734 228 | 42     | L'Homme de Rio               |
| 21      | du 15 au 21 avril 1964            | 30   | 33 204  | 1 767 432 | 35     | L'Homme de Rio               |
| 22      | du 22 au 28 avril 1964            | 3    | 82 413  | 1 849 845 | 34     | La Cuisine au beurre         |
| 23      | du 29 avril au 5 mai 1964         | 4    | 83 634  | 1 933 479 | 31     | Cent Mille Dollars au soleil |
| 24      | du 6 au 12 mai 1964               | 7    | 66 981  | 2 000 460 | 35     | Cent mille dollars au soleil |
| 25      | du 13 au 19 mai 1964              | 13   | 37 141  | 2 037 601 | 36     | Cent mille dollars au soleil |
| 26      | du 20 au 26 mai 1964              | 16   | 38 209  | 2 075 810 | 34     | Cent mille dollars au soleil |

## Postérité

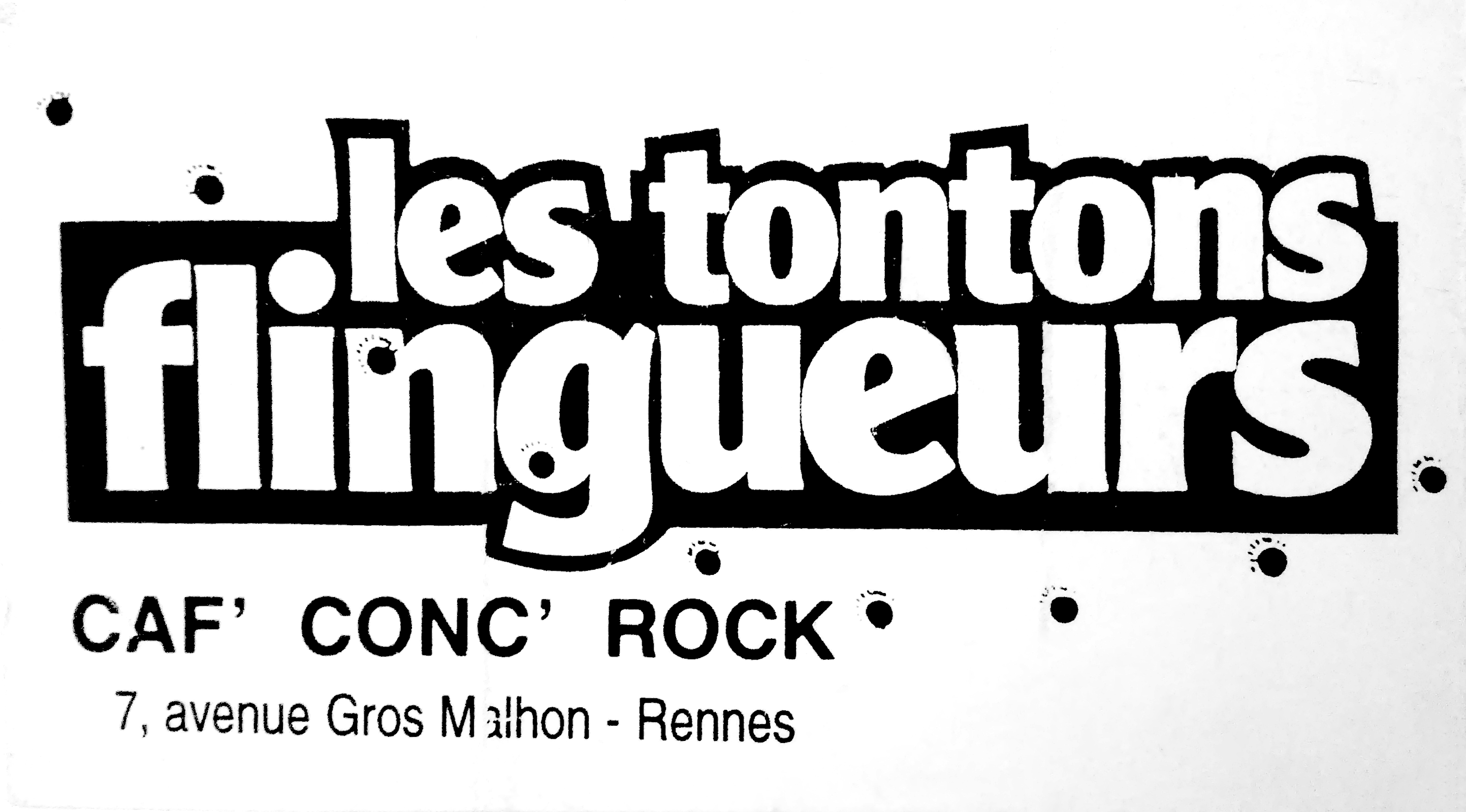
Autocollant émis par le café-concert baptisé Les Tontons Flingueurs à Rennes dans les années 1990.

- L'album de Lucky Luke intitulé Les Tontons Dalton (2014), scénarisé par Laurent Gerra et dessinée par Achdé, « revisite » le film.
- Les Tontons tringleurs (2000), film pornographique français, s’inspire du thème et du titre du film.

## Dans la fiction
- Dans le film La Classe américaine (1993) de Michel Hazanavicius et Dominique Mézerette, le personnage de Dino, interprété par Dean Martin, se dit en « nervous breakdown ».
- Dans le film Papi Sitter (2020) de Philippe Guillard, le personnage d’André Moralès, interprété par Gérard Lanvin répond à la question « à quoi vous pensiez ? » « Vous savez à quoi je pensais, c’est qu’on ne devrait jamais quitter Saint-Nazaire. »
- Dans la série de bandes dessinées Kid Lucky, consacrée à l'enfance de Lucky Luke, l'album Oklahoma Jim (1997) rend hommage au film au travers de deux répliques :
  - Joe Dalton, au sujet d'Oklahoma Jim : « Mais il ne connaît pas Joe Dalton ! Je vais l'éparpiller en petits morceaux aux quatre coins de la prairie... »
  - Oklahoma Jim à l'institutrice qui tente de poser la main sur les billets de banque : « Touche pas au pognon, honey ! »

## Dans la culture populaire
- Le leitmotiv caractéristique de la bande originale du film est repris dans une série de publicités[27] pour un opticien.

## Hommages
- À Nantes[28] et à Montauban[29] existent des bars-restaurants Lulu la Nantaise en référence au  personnage évoqué dans la scène de beuverie de la cuisine du Mexicain.
- Entre 1993 et 1998, un célèbre café-concert alternatif de la scène rock rennaise est nommé Les Tontons flingueurs. La façade extérieure est décorée des caricatures des protagonistes du film[30].
- Le 9 novembre 2013, pour le cinquantenaire du film, la rue Michel-Le-Lou-du-Breil, située à Nantes, est rebaptisée de façon parodique rue des Tontons-Flingueurs afin de rendre hommage au film et à son personnage fictif « Lulu la Nantaise »[31],[32],[33],[34],[35].
- Le 18 novembre 2013, à l'occasion du cinquantenaire de la sortie du film[36], un habitant du village d'Attin rebaptise provisoirement la rue de la Culbute, rue des Tontons-Flingueurs.
- Le 22 novembre 2013, jour de la mort du réalisateur Georges Lautner, lors de la troisième séance relative à la politique de la Ville et à la cohésion urbaine à l'Assemblée nationale, séance de nuit  présidée par Laurence Dumont, plusieurs députés dont Arnaud Richard[37], Jérôme Guedj et le ministre délégué à la Ville, François Lamy, insèrent dans les débats des répliques du film (au sujet de « Montauban », de « nervousses brékdones » ou de la « puissance de feu d'un croiseur », du « prix qui s'oublie » et de la « qualité qui reste », du « besoin des marins de faire des phrases », d'être « un tantinet décalé dans ses horaires », de ne « pas paraître vieux jeu mais [de considérer] que la vérité oblige à dire », etc. ; lors du rejet d'un amendement, celui-ci est qualifié de « brutal », reprenant ainsi le qualificatif de l'alcool bu dans la scène de la cuisine « c'est du brutal ! »). Le nom de Georges Lautner apparaît même deux fois dans la transcription intégrale des débats[38].
- Le 6 février 2014, la ville de Montauban rebaptise giratoire des Tontons-Flingueurs, l'un de ses ronds-points situé au nord du centre-ville, le rond-point de la Mandoune[39], où trônent des caricatures en plexiglas des personnages du film[40],[41]. Deux de ces effigies, celles des frères Volfoni, sont volées en juillet 2018. L'une est retrouvée sciée sur un chantier. Refabriqués à l'identique, de nouveaux exemplaires sont installés sur le même giratoire, sur des socles coulés dans du béton, le 15 janvier 2020[42],[43].

## Autour du film
- En novembre 2018 se tient, à l'université Sorbonne-Nouvelle, un colloque sur la place des Tontons flingueurs dans le paysage cinématographique et culturel français[44].
- Dans ce film, Jacques Dumesnil qui interprète Louis le père de Patricia, tient son dernier rôle au cinéma : il a ensuite poursuivi sa carrière, principalement au théâtre et un peu à la télévision, jusqu’en 1980. Il est mort en 1998, à l’âge de 94 ans.
- Le réalisateur Georges Lautner meurt en novembre 2013, l’acteur Claude Rich en juillet 2017 et Venantino Venantini en octobre 2018. Début 2023, Georges Nojaroff et Béatrice Delfe sont les derniers acteurs des Tontons Flingueurs encore en vie[45],[46].

## Répliques cultes
« Écoute : on te connaît pas. Mais laisse-nous te dire que tu te prépares des nuits blanches, des migraines, des nervousses brékdones comme on dit de nos jours. »
Le film Les Tontons flingueurs est parsemé de répliques et de tirades cultes, qui sont pour beaucoup dans son immense succès populaire. À partir du roman d'Albert Simonin, et avec son aide en tant que coscénariste, Georges Lautner cisèle une situation comique, et Michel Audiard la met en paroles.

Parmi les réparties qui sont restées dans la mémoire collective, il y a notamment celle de Raoul Volfoni au moment où, en plein conflit sur les affaires du Mexicain, Fernand Naudin vient lui chanter « Bon anniversaire » avant de lui mettre un coup de poing au visage. Peu après son départ, Raoul s'écrie : 

« Non mais t'as déjà vu ça ? En pleine paix ! Il chante et puis crac, un bourre-pif ! Il est complètement fou, ce mec. Mais moi, les dingues, je les soigne. Je vais lui faire une ordonnance, et une sévère… J'vais lui montrer qui c'est Raoul. Aux quatre coins de Paris qu'on va l'retrouver, éparpillé par petits bouts, façon puzzle. Moi, quand on m'en fait trop, j'correctionne plus : j'dynamite, j'disperse, j'ventile ! »

Dans la même situation, à un autre moment du film : 

« Mais y connaît pas Raoul, ce mec ! Y va avoir un réveil pénible… J'ai voulu être diplomate à cause de vous tous, éviter qu'le sang coule… Mais maintenant c'est fini… je vais le travailler en férocité… le faire marcher à coups de latte… À ma pogne, je veux le voir… Et je vous promets qu'il demandera pardon ! Et au garde-à-vous ! »

En pleine nuit, Raoul se rend au garage du domicile de Fernand et tente de piéger sa voiture avec des bâtons de dynamite. Il envoie son frère Paul vérifier que Fernand est bien assoupi. L'entendant revenir, le nez plongé dans le capot de la voiture, il s'exclame : 

« Alors, il dort, le gros con ? Ben, il dormira encore mieux quand il aura pris ça dans la gueule ! Il entendra chanter les anges, le gugusse de Montauban… Je vais le renvoyer tout droit à la maison mère… au terminus des prétentieux… »

Toutefois, Raoul ne se rend pas compte que ce n’est pas à son frère Paul à qu'il s'adresse, mais à Fernand… ce qui lui vaut une correction sévère, de la part de ce dernier.
À un moment, Fernand, nostalgique de sa vie rangée en province, fait la remarque suivante : « On ne devrait jamais quitter Montauban. »
Quand Fernand se rend sur la péniche qui abrite le tripot clandestin dirigé par les Volfoni, il est accompagné de Pascal, ex-« première gâchette » du Mexicain, et de Me Folace. Rencontrant le marinier qui monte la garde, ce dernier explique qu'il a besoin « d'un ordre de Monsieur Raoul » pour les laisser entrer. Mais Fernand lui envoie sans attendre un « bourre-pif » qui l’expédie par-dessus bord. Me Folace formule alors la remarque suivante : « C'est curieux, chez les marins, ce besoin de faire des phrases ! »
Après une mise au point musclée entre truands, Fernand Naudin, qui doit veiller à l'éducation de sa nouvelle filleule Patricia, est quasiment remis à sa place par le petit ami de celle-ci, Antoine Delafoy, un jeune homme filiforme. Tout se joue sur les mots, à propos de broutilles que le jeune homme retourne à son avantage :

« Fernand : Tout ça : lumière tamisée, musique douce et vos godasses sur les fauteuils ; Louis XVI en plus !

— Antoine : La confusion doit d'abord s'expliquer, mais les termes sont inadéquats.

— Fernand : Ah, parce que c'est peut-être pas du Louis XVI ?

— Antoine : Euh, non ! C'est du Louis XV. Remarquez, vous n'êtes pas tombé loin. Mais les sonates de Corelli ne sont pas de la musique douce. »

Avec sa conclusion, cette scène pourrait résumer le film : « Patricia, mon petit... je ne voudrais pas te paraître vieux jeu ni encore moins grossier – l'homme de la pampa, parfois rude, reste toujours courtois – mais la vérité m'oblige à te le dire : ton Antoine commence à me les briser menues ! »

Lors d'une réunion sur l'état des affaires du Mexicain, la tenancière de la maison close, Mme Mado, se lamente : 

« Alors là, Monsieur Fernand, c'est un désastre ! Une bonne pensionnaire, ça devient plus rare qu'une femme de ménage. Ces dames s'exportent. Le mirage africain nous fait un tort terrible. Et si ça continue, elles iront à Tombouctou à la nage ! »

Quand Fernand prend le dessus dans l'épreuve de force avec les autres truands et parvient à collecter l'argent des affaires clandestines, il revient peu après à la maison du Mexicain avec une grosse sacoche remplie de billets de banque. Il découvre alors que la jeune Patricia et son ami Antoine donnent une fête dans la résidence. Réfugié dans la cuisine, Fernand dialogue avec Me Folace sur la possibilité qu'auraient les Volfoni de venir les attaquer ici. Les écoutant, le majordome M. Jean récupère un revolver caché dans une boîte de biscuits, et affirme : « Quand ça change, ça change, faut jamais se laisser démonter. » Fernand réagit à son tour sur les intentions des frères Volfoni : « Les cons, ça ose tout, c'est même à ça qu'on les reconnaît. » Peu après, une jeune participante à la fête, un peu éméchée, entre dans la cuisine et met la main sur la sacoche remplie de billets. Me Folace s'exclame alors : « Touche pas au grisbi, salope ! »
Finalement, les Volfoni arrivent au « château ». Entrant dans la cuisine d'un air menaçant, Raoul accompagné de son frère Paul, dit à l'assistance : « Bougez pas ! Les mains sur la table. Je vous préviens qu'on a la puissance de feu d'un croiseur et des flingues de concours. » Mais M. Jean, arrivant derrière eux, les désarme et tous se mettent autour de la table afin de beurrer des toasts pour la fête qui se poursuit à côté autour de Patricia. Les truands, pour détendre l'atmosphère, décident de boire un verre. Me Folace sort alors une bouteille très spéciale : de l'alcool clandestin de la marque « maison » The Three Kings. « Tiens, vous avez sorti le vitriol ? », demande Jean. « Il date du Mexicain, du temps des grandes heures », répond Me Folace, « seulement, on a dû arrêter la fabrication, il y a des clients qui devenaient aveugles, ça faisait des histoires ». Raoul s'y essaye le premier : « Ah, il faut reconnaître, c'est du brutal ! » ce qui appelle cette réponse de Fernand : « J'ai connu une Polonaise qui en prenait au petit déjeuner ». Le dialogue continue. Raoul Volfoni : « Tu sais pas ce qu'il me rappelle ? C't'espèce de drôlerie qu'on buvait dans une petite taule de Biên Hòa, pas tellement loin de Saïgon. Les volets rouges... et la taulière, une blonde comac... Comment qu'elle s'appelait, nom de Dieu ? » Fernand Naudin lui répond : « Lulu la Nantaise ! » Quand Raoul lui demande « T'as connu ? », Fernand lève les yeux au ciel...

Les dialogues sont travaillés pour donner un rythme de comédie à ce film, volontairement décalé, sans pour autant tomber dans le burlesque. Chaque scène est traitée avec ce même décalage que l'on trouve dans les dialogues. L'agonie du Mexicain, notamment, donne l'occasion à Audiard de glisser quelques perles : 

« Je suis revenu pour caner ici et pour me faire enterrer à Pantin avec mes vioques. Les Amériques, c'est chouette pour prendre du carbure, on peut y vivre aussi à la rigueur, mais question de laisser ses os, y a que la France. Et je décambute bêtement, et je laisse une mouflette à la traîne, Patricia ; c'est d'elle que je voudrais que tu t'occupes. »

Lorsque Pascal, la « première gâchette » du Mexicain, vient de descendre les tueurs qui ont tenté d'abattre Fernand, celui-ci philosophe sur les valeurs qui se perdent : 

« À l'affût sous les arbres, ils auraient eu leur chance. Seulement, de nos jours, il y a de moins en moins de techniciens pour le combat à pied. L'esprit fantassin n'existe plus ; c'est un tort. »

Sur un autre ton, quand Fernand veut s'assurer que l'aventure de Patricia avec son Antoine est sérieuse, celle-ci lui répond avec ce même décalage : 

« Oh, presque trop, c'est du gâchis ; ça méritait une liaison malheureuse, tragique. Quelque chose d'espagnol, même de russe. Allez, viens donc boire un petit scotch, va, ça te fera oublier ceux d'hier. »

## Éditions vidéo
En 2003, une nouvelle édition vidéo numérotée à 1 963 exemplaires sous coffret en bois est proposée en y associant Les Barbouzes.
En 2013, une édition spéciale numérotée à 5 000 exemplaires est éditée en coffret pour le cinquantième anniversaire du film, avec le CD de la bande originale et le scénario annoté.
En 2017, une édition en Ultra Haute Définition est réalisée à partir du négatif original qui marque le premier titre de la Gaumont paru en Blu-ray 4K. Le rendu rappelle selon certains, l'esthétique de la photographie d'origine en noir et blanc, principalement lors des gros plans.
La qualité de réalisation de l'édition en DVD des Tontons flingueurs en 2002 est considérée comme soignée, notamment par élimination numérique de l'inévitable tressautement d’image des projecteurs 35 mm. Le même traitement est accordé à un autre film, Le cave se rebiffe. En revanche, l’opération de colorisation de ces deux longs métrages est discutable mais reste « réversible » par élimination de la couleur par les réglages du dispositif de visualisation, écran, téléviseur, projecteur...